# Hasselbach (Rhein-Hunsrück)
Hasselbach é um município da Alemanha localizado no distrito de Rhein-Hunsrück, estado da Renânia-Palatinado.
Pertence ao Verbandsgemeinde de Kastellaun.